# Listă de filme italiene din 1911
Aceasta este o listă de filme italiene din 1911:

## Lista
| Titlu       | Regizor             | Actori                                                              | Gen     | Note                                            |
| ----------- | ------------------- | ------------------------------------------------------------------- | ------- | ----------------------------------------------- |
| L' Adultera |                     |                                                                     |         |                                                 |
| Aida        |                     |                                                                     |         |                                                 |
| Ali Babà    |                     |                                                                     |         |                                                 |
| L'Inferno   | Giuseppe de Liguoro | Salvatore Papa, Arturo Pirovano, Giuseppe de Liguoro, Augusto Milla |         | Adaptare după Divina Comedie de Dante Alighieri |
| Mary Tudor  | Giuseppe de Liguoro |                                                                     | Istoric |                                                 |